# Campionati del mondo di atletica leggera 2022 - 10000 metri piani femminili
La specialità dei 10000 metri piani femminili dei campionati del mondo di atletica leggera 2022 si è svolta il 16 luglio all'Hayward Field di Eugene, negli Stati Uniti d'America.

## Podio
| Pos.    | Atleta             | Nazionalità | Tempo    |
| ------- | ------------------ | ----------- | -------- |
| Oro     | Letesenbet Gidey   | Etiopia     | 30'09"94 |
| Argento | Hellen Obiri       | Kenya       | 30'10"02 |
| Bronzo  | Margaret Kipkemboi | Kenya       | 30'10"07 |

## Situazione pre-gara

### Record
Prima di questa competizione, il record del mondo (RM) e il record dei campionati (RC) erano i seguenti.
| Record                | Prestazione | Atleta                   | Data                               | Competizione  |
| --------------------- | ----------- | ------------------------ | ---------------------------------- | ------------- |
| Record mondiale       | 29'01"03    | Letesenbet Gidey Etiopia | 8 giugno 2021 Hengelo, Paesi Bassi | Trials etiopi |
| Record dei campionati | 30'04"18    | Berhane Adere Etiopia    | 23 agosto 2003 Parigi, Francia     | Mondiali 2003 |

### Campioni in carica
I campioni in carica, a livello mondiale e olimpico, erano:
| Campione | Atleta                   | Prestazione | Data                          | Competizione                |
| -------- | ------------------------ | ----------- | ----------------------------- | --------------------------- |
| Olimpico | Sifan Hassan Paesi Bassi | 29'55"32    | 7 agosto 2021 Tokyo, Giappone | Giochi della XXXI Olimpiade |
| Mondiale | Sifan Hassan Paesi Bassi | 30'17"62    | 28 settembre 2019 Doha, Qatar | Mondiali 2019               |

### La stagione
Prima di questa gara, le atlete con le migliori tre prestazioni dell'anno erano:
| Pos. | Atleta                        | Prestazione | Data                                                    |
| ---- | ----------------------------- | ----------- | ------------------------------------------------------- |
| 1    | Elise Cranny Stati Uniti      | 30'14"66    | 6 marzo 2022 San Juan Capistrano, Stati Uniti d'America |
| 2    | Eilish McColgan Gran Bretagna | 30'19"02    | 6 giugno 2022 Hengelo, Paesi Bassi                      |
| 3    | Letesenbet Gidey Etiopia      | 30'44"27    | 6 giugno 2022 Hengelo, Paesi Bassi                      |

## Classifica
La gara si è tenuta il 16 luglio dalle ore 12:20, con i seguenti risultati:
| Pos.    | Atleta                      | Nazionalità   | Tempo    | Note                                     |
| ------- | --------------------------- | ------------- | -------- | ---------------------------------------- |
| Oro     | Letesenbet Gidey            | Etiopia       | 30'09"94 | Miglior prestazione mondiale stagionale  |
| Argento | Hellen Obiri                | Kenya         | 30'10"02 | Miglior prestazione personale            |
| Bronzo  | Margaret Kipkemboi          | Kenya         | 30'10"07 | Miglior prestazione personale            |
| 4       | Sifan Hassan                | Paesi Bassi   | 30'10"56 | Miglior prestazione personale stagionale |
| 5       | Rahel Daniel                | Eritrea       | 30'12"15 | Record nazionale                         |
| 6       | Ejgayehu Taye               | Etiopia       | 30'12"45 | Miglior prestazione personale            |
| 7       | Caroline Chepkoech Kipkirui | Kazakistan    | 30'17"64 | Record nazionale                         |
| 8       | Bosena Mulatie              | Etiopia       | 30'17"77 | Miglior prestazione personale            |
| 9       | Karissa Schweizer           | Stati Uniti   | 30'18"05 | Miglior prestazione personale            |
| 10      | Eilish McColgan             | Gran Bretagna | 30'34"60 |                                          |
| 11      | Jessica Judd                | Gran Bretagna | 30'35"93 | Miglior prestazione personale            |
| 12      | Ririka Hironaka             | Giappone      | 30'39"71 | Miglior prestazione personale            |
| 13      | Alicia Monson               | Stati Uniti   | 30'59"85 |                                          |
| 14      | Stella Chesang              | Uganda        | 31'01"04 | Record nazionale                         |
| 15      | Natosha Rogers              | Stati Uniti   | 31'10"57 | Miglior prestazione personale            |
| 16      | Mercyline Chelangat         | Uganda        | 31'28"26 | Miglior prestazione personale stagionale |
| 17      | Dominique Scott             | Sudafrica     | 31'40"73 |                                          |
| 18      | Dolshi Tesfu                | Eritrea       | 31'49"29 | Miglior prestazione personale stagionale |
| 19      | Rino Goshima                | Giappone      | 32'08"68 |                                          |
|         | Sheila Chepkirui Kiprotich  | Kenya         | dns      |                                          |